# Cathédrale Saint-Joseph de Gatineau
Cette  cathédrale n’est pas la seule cathédrale Saint-Joseph.
La cathédrale Saint-Joseph de Gatineau est une cathédrale catholique située à Gatineau au Québec au Canada. Il s'agit du siège de l'archidiocèse de Gatineau. Elle se situe dans le quartier de Hull sur le boulevard Saint-Joseph.

## Description
La cathédrale Saint-Joseph est sise au 245, boulevard Saint-Joseph dans le quartier de Hull de Gatineau au Québec,,.

## Histoire
La cathédrale Saint-Joseph a été construite de 1951 à 1952,. Le 12 avril 2006, elle est devenue la cathédrale de l'archidiocèse de Gatineau. Elle en était la cocathédrale depuis 1982.

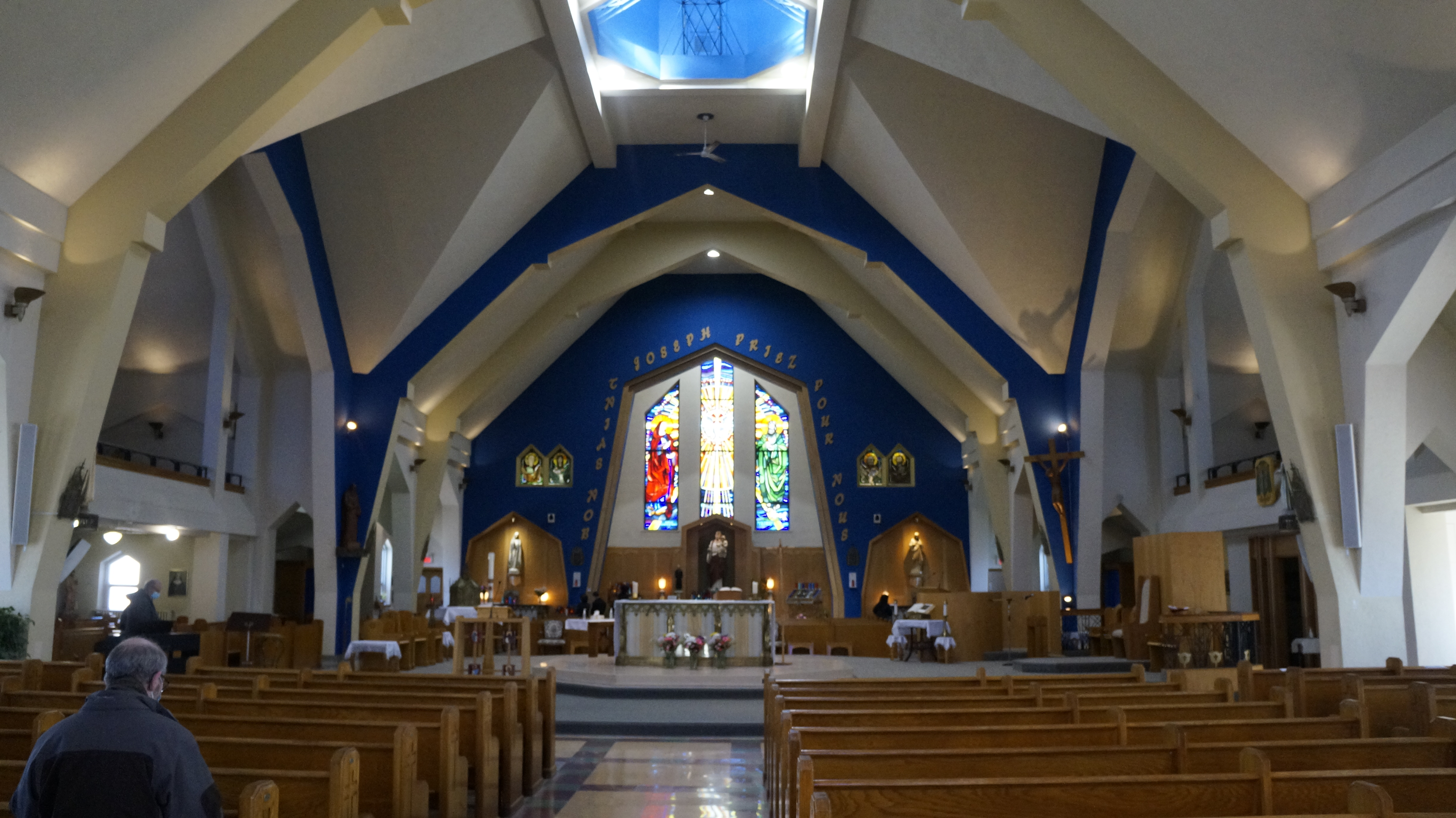
L'intérieur.